# Jante (Morang)
Jante – gaun wikas samiti we wschodniej części Nepalu w strefie Kośi w dystrykcie Morang. Według nepalskiego spisu powszechnego z 2001 roku liczył on 1398 gospodarstw domowych i 7233 mieszkańców (3843 kobiet i 3390 mężczyzn).